# Melanozosteria pulchra
Melanozosteria pulchra är en kackerlacksart som först beskrevs av Shaw 1925.  Melanozosteria pulchra ingår i släktet Melanozosteria och familjen storkackerlackor. Inga underarter finns listade i Catalogue of Life.